# Roos (East Riding of Yorkshire)
Roos is een plaats en civil parish in het bestuurlijke gebied East Riding of Yorkshire, in het Engelse graafschap East Riding of Yorkshire met 1.113 inwoners.